# Jogos dos Pequenos Estados da Europa de 1993
O V Jogos  dos Pequenos Estados da Europa foram detidos em 1993 em Malta.
| Ordem | País          | Medalha de ouro | Medalha de prata | Medalha de bronze | Total |
| ----- | ------------- | --------------- | ---------------- | ----------------- | ----- |
| 1     | Islandia      | 36              | 17               | 15                | 68    |
| 2     | Chipre        | 26              | 23               | 22                | 71    |
| 3     | Luxemburgo    | 8               | 14               | 10                | 32    |
| 4     | Monaco        | 7               | 13               | 10                | 30    |
| 5     | Malta         | 4               | 7                | 21                | 32    |
| 6     | Liechtenstein | 4               | 2                | 7                 | 13    |
| 7     | San Marino    | 2               | 6                | 5                 | 13    |
| 8     | Andorra       | 0               | 5                | 10                | 15    |